# Asen (distrikt)
Asen (bulgariska: Асен) är ett distrikt i Bulgarien.   Det ligger i kommunen Obsjtina Pavel Banja och regionen Stara Zagora, i den centrala delen av landet, 160 kilometer öster om huvudstaden Sofia.
Trakten runt Asen består till största delen av jordbruksmark. Runt Asen är det ganska tätbefolkat, med 62 invånare per kvadratkilometer.